# Rainer Fuhrmann
Pour les articles homonymes, voir Fuhrmann.
Rainer Fuhrmann, né le 11 septembre 1940 à Berlin et décédé le 3 novembre 1991 , est un écrivain de science-fiction allemand. Il a été, aux côtés de Gert Prokop, Angela Steinmüller, Karlheinz Steinmüller et Michael Szameit, l'un des pionniers de la science-fiction en République démocratique allemande.

## Biographie
Rainer Fuhrmann apprit le métier de tourneur et travailla comme maître mécanicien avant de devenir écrivain.

## Thèmes littéraires
Dans le recueil de nouvelles intitulé Homo sapiens 10-2, Rainer Fuhrmann s'intéresse au thème de la manipulation génétique de l'être humain. Le roman Medusa (Méduse), l'une de ses œuvres les plus célèbres, traite également de biotechnologie avec l'histoire d'un être pensant qui se développe à partir de souches de tissu humain. Die Untersuchung (L'enquête) est un roman policier de science-fiction dont le héros est un détective qui enquête sur Titan, une lune de Saturne.

## Œuvres
- (de) Homo sapiens 10−2 1977
- (de) Raumschiff aus der Steinzeit (Un vaisseau spatial de l'âge de pierre) 1978
- (de) Planet der Sirenen (Planète des sirènes) 1984
- (de) Medusa (Méduse) 1985
- (de) Die Untersuchung (L'Enquête) 1988
- (de) Kairos (Kairos) 1996